# آناتولی ایلیین
آناتولی ایلیین (روسی: Анатолий Михайлович Ильин؛ ۲۷ ژوئن ۱۹۳۱ – ۱۰ فوریهٔ ۲۰۱۶) بازیکن فوتبال اهل اتحاد جماهیر سوسیالیستی شوروی بود.
وی همچنین برندهٔ جوایزی همچون نشان دوستی شده‌است.
از باشگاه‌هایی که در آن بازی کرده‌است می‌توان به باشگاه فوتبال اسپارتاک مسکو اشاره کرد. وی به‌همراه تیم ملی فوتبال شوروی به مقام قهرمانی فوتبال در بازی‌های المپیک تابستانی ۱۹۵۶ دست پیدا کرده‌است. 